# 霍普金斯鎮區 (密歇根州)
霍普金斯鎮區（英語：Hopkins Township）是位於美國密歇根州阿勒根縣的一個行政鎮區。

## 地方資料
霍普金斯鎮區的面積為93.30平方千米，當中陸地面積為92.50平方千米，而水域面積為0.80平方千米。根據2010年美國人口普查的數據，當地共有人口2601人，而人口密度為每平方千米27.88人。